# Filodrillia trophonoides
Filodrillia trophonoides é uma espécie de gastrópode do gênero Filodrillia, pertencente à família Borsoniidae.